# Jean-Louis-Auguste Humbert
Jean-Louis-Auguste Humbert, francoski general, * 1895, † 1975.